# Hugo I van Maine
Hugo I van Maine (ca. 880 - tussen 939 en 950) was mogelijk een zoon van Roger van Maine en van Rothildis der Franken. Hij volgde zijn vader rond 900 op als graaf van Maine en diende lange tijd strijd te leveren tegen Gauzlin II van Maine. Ten slotte sloten beiden vrede. Zijn zuster Judith huwde in 914 met Hugo de Grote. Toen Karel de Eenvoudige de rechten op de Abdij van Chelles aan Rothildis ontnam, ontketende dit een revolte, die ten slotte Robert I, de vader van Hugo de Grote, aan de macht bracht. Geleidelijk aan raakte Maine onderworpen aan de hertog der Franken, hetgeen bevestigd werd door Rudolf I van Frankrijk. Hugo was wel de eerste onder de vazallen van Hugo de Grote.
Uit zijn huwelijk, mogelijk met een dochter van Gauzlin, had hij de volgende kinderen:
- Hugo II (?-992)

en mogelijk
- Gauzlin
- Hervé I van Mortagne.